# Paul John O’Byrne
Paul John O’Byrne (* 21. Dezember 1922 in Calgary; † 2. September 2004) war Bischof von Calgary.

## Leben
Paul John O’Byrne empfing am 21. Februar 1948 die Priesterweihe.
Papst Paul VI. ernannte ihn am 20. Juni 1968 zum Bischof von Calgary. Der Apostolische Delegat in Kanada, Emanuele Clarizio, weihte ihn am 22. August desselben Jahres zum Bischof; Mitkonsekratoren waren Joseph Lawrence Wilhelm, Erzbischof von Kingston, und Michael Alphonsus Harrington, Bischof von Kamloops.
Von seinem Amt trat er am 19. Januar 1998 zurück.